# Fresh Pretty Cure!
Fresh PreCure! (яп. フレッシュプリキュア!  фуреесю пурикюа!), или Fresh Pretty Cure! — японское аниме и шестая часть серии Прикюа, созданной Идзуми Тодо. Персонажи были созданы благодаря Хисаси Кагаве, который ранее спроектировал персонажей в аниме Saikano. Сериал стартовал на ТВ Асахи 1 февраля 2009 года и завершился 31 января 2010 года; он является продолжением Yes! PreCure 5 Go Go!.
В серии основные темы включают в себя традиционные игральные карты, костюмы, а также фрукты и клевера; эти символы и предметы, тесно связанные с превращениями, атаками и псевдонимами, которые используют некоторые персонажи.

## Сюжет
14-летней Лав Момозоно палец в рот не клади — дай помочь ближнему своему. Она никогда не отчаивается, любит пончики, часто в её голове гуляет ветер, а ещё она большая поклонница одной танцевальной группы — Тринити. Обычная жизнь обычной школьницы, но зло не дремлет, и вот, коварный злодей всех злодеев Мебиус, в поисках некой Инфинити начинает терроризировать местных жителей. Наша героиня волею судьбы превращается в отважную, прекрасную воительницу, которая должна помочь людям и заняться другими геройскими обязанностями. В борьбе со злом ей помогают подруги и говорящие зверушки…

## Персонажи
Лав Момодзоно (яп. 桃園ラブ Момодзоно Рабу) / Кюа Пич (яп. キュアピーチ кюа пи:ти)
Сэйю: Оки Канаэ
14-летняя школьница. Лав — гиперактивная, отзывчивая, эмоциональная девушка. Она обожает танцевать и является большой любительницей танцевальной группы «Тринити». Она не любит учебу и спорт. Миюки, лидер танцевальной группы «Тринити», решает обучить её танцам в благодарность за спасение. Позже она образует собственную танцевальную группу «Клевер» вместе с Мики и Инори. Потом Сэцуна присоединяется к группе. Её девиз — Получить это счастье! Лав имеет белокурые волосы до плеч, которые она носит в два тугих хвостика на макушке. Её Пикурун, Пирун, розового цвета с колпачком шеф-повара на голове, имеет возможность создавать пищу для Шифон. Цвета Пич — розовый и белый, символ — сердце.
Мики Аоно (яп. 蒼乃 美希 Аоно Мики) / Кюа Берри (яп. キュアベリ кюа бэри:)
Сэйю: Эри Китамура
14-летняя школьница частной академии, созданной для развития талантов учеников. Хороша в спорте, знает моду. Она хочет быть моделью, поэтому старается контролировать себя. В её доме находится салон красоты, и так как её родители в разводе, она живёт с матерью, а её младший брат, Кадзуки, живёт с отцом. Она присоединяется к танцевальной группе вместе с Лав, потому что хочет контролировать свою фигуру. у неё длинные шелковистые волосы цвета лаванды, доходящие до талии. Её Пикурун, Бурун, синий и носит корону на его голову, дает ей возможность изменять внешность не только для Шифон, но и для команды Прикюа.
Инори Ямабуки (яп. 山吹 祈里 Ямабуки Инори) / Кюа Пайн (яп. キュアパイン кюа пайн)
Сэйю: Акико Накагава
Инори Ямабуки, которую друзья называют «Букки» — 14-летняя школьница. Она любит животных, стремится стать ветеринаром. Её Пикурун — Кирун — жёлтый и имеет маленькие рожки на голове, даёт ей возможность понимать и общаться с животными, в том числе и с Шифон.
Инори может выглядеть спокойной и тихой, но на самом деле страдает от низкой самооценки. Для того чтобы улучшить себя, она присоединилась к танцевальной группе Лав и Мики, которую они назвали «Клевер». У неё хорошие оценки в школе. Её отец работает с отцом Лав, который делает парики.
Ис (яп. イース И:су) / Сэцуна Хигаси (яп. 東せつな Хигаси Сэцуна) / Кюа Пашн (яп. キュアパッション кюа пассён)
Сэйю: Комацу Юка
Хигаси Сецуна — молодая девушка 14-ти лет. Работает на Лабиринт до 23-й серии и является первым из первоначальных трех членов, появившихся для сбора Энергии Печали а также единственная женщина в группе. Её Пикурун, Акарун, имеет ленту и крылья. Она может трансформироваться в Ис и Кюа Пашн.
Вестер - один из подданных Мёбиуса. Грубый и мускулистый мужчина. Может принимать простой повседневный человеческий образ. Цвет его камня для призыва Накевамеке жёлтый. Влюблён в Сецуну, и даже после её перехода на сторону ПриКюа продолжает называать её Ис и уговаривает вернуться.
Саулер - один из подданных Мёбиуса. Мужчина со стройным телосложением и длинными тёмно-серыми волосами. Испытывает особые чувства к Мики. Так же как и Вестер принимает человеческий повседневный вид.
Норта - элитная слуга Мёбиуса. Сильнее, чем Вестер и Саулер. Сама выращивает семена для призыва более сильных монстров чем Накевамеке - Сореватасе. Ближе к финалу слилась с Клейном в одно целое, но была побеждена всей командой ПриКюа.

## Медиа

### Фильмы
На основе сериала был выпущен полнометражный фильм Movie Fresh Pretty Cure! The Kingdom of Toys has Lots of Secrets!? (яп. 映画フレッシュプリキュア!　おもちゃの国は秘密がいっぱい!? Эйга Фурэссу Пурикюа! Омотя но Куни ва Химицу га Иппай!?), премьера которого состоялась в Японии 31 октября 2009 года.
Героини также появлялись в фильмах серии Pretty Cure All Stars, начиная с вышедшего 14 марта 2009 года Pretty Cure All Stars DX: Everyone's Friends☆the Collection of Miracles! (яп. プリキュアオールスターズDX みんなともだちっ☆奇跡の全員大集合! ПуриКюа О:ру Сута:дзу Дираккусу: Минна Томодати☆Кисэки но Дзэнин Дайсю:го:). В этих фильмах героини получают новые формы — Кюа Ангел (яп. キュアエンジエル кюа эндзэру) и позже Кюа Реинбоу (яп. キュアレインボー кюа рэинбо:).